# Sparkling Point
Sparkling☆Point (en japonés, スパークリング☆ポイント) fue un grupo de j-pop japonés formado tras una audición en la prefectura de Kagoshima y posteriormente asentado en Tokio. El grupo lo componían las cantantes Mitsu Azusa, Sato Asuka y Tanaka Airi. En 2007 fueron transferidas de Giza Studio a Northern Music, pero no volvieron a publicar material nuevo y se separaron en junio de 2009, según anunció su web oficial.

## Discografía

### Álbumes
- Sparkling☆Point 1 (13 de julio de 2003)
- Taiyo ~Tida~ (太陽～ティダ～) (19 de julio de 2006)
- Thank You!! (サンキュー!!) (4 de julio de 2007)

### Sencillos
- "Hey Hey Baby! You're No.1!" (1 de septiembre de 2004)
- "So stay together" (3 de noviembre de 2004)
- "Have a good time!" (23 de febrero de 2005)
- "Tropical Beach (トロピカルビーチ)" (8 de junio de 2005)
- "Mainichi Adventure (毎日アドベンチャー)" (19 de octubre de 2005)
- "Sotsugyou ~Niji Iro Days~ (卒業 ～虹色DAYS～)" (25 de enero de 2006)
- "Kimi Kira Sunshine (キミキラSunshine)" (14 de junio de 2006)
- "Koi no 1-2-3 (恋の1-2-3)" (25 de octubre de 2006)
- "Sayonara no Kawari ni (さよならのかわりに)" (7 de marzo de 2007)
- "Rurihakobe (ルリハコベ)" (30 de mayo de 2007)